# Pazo

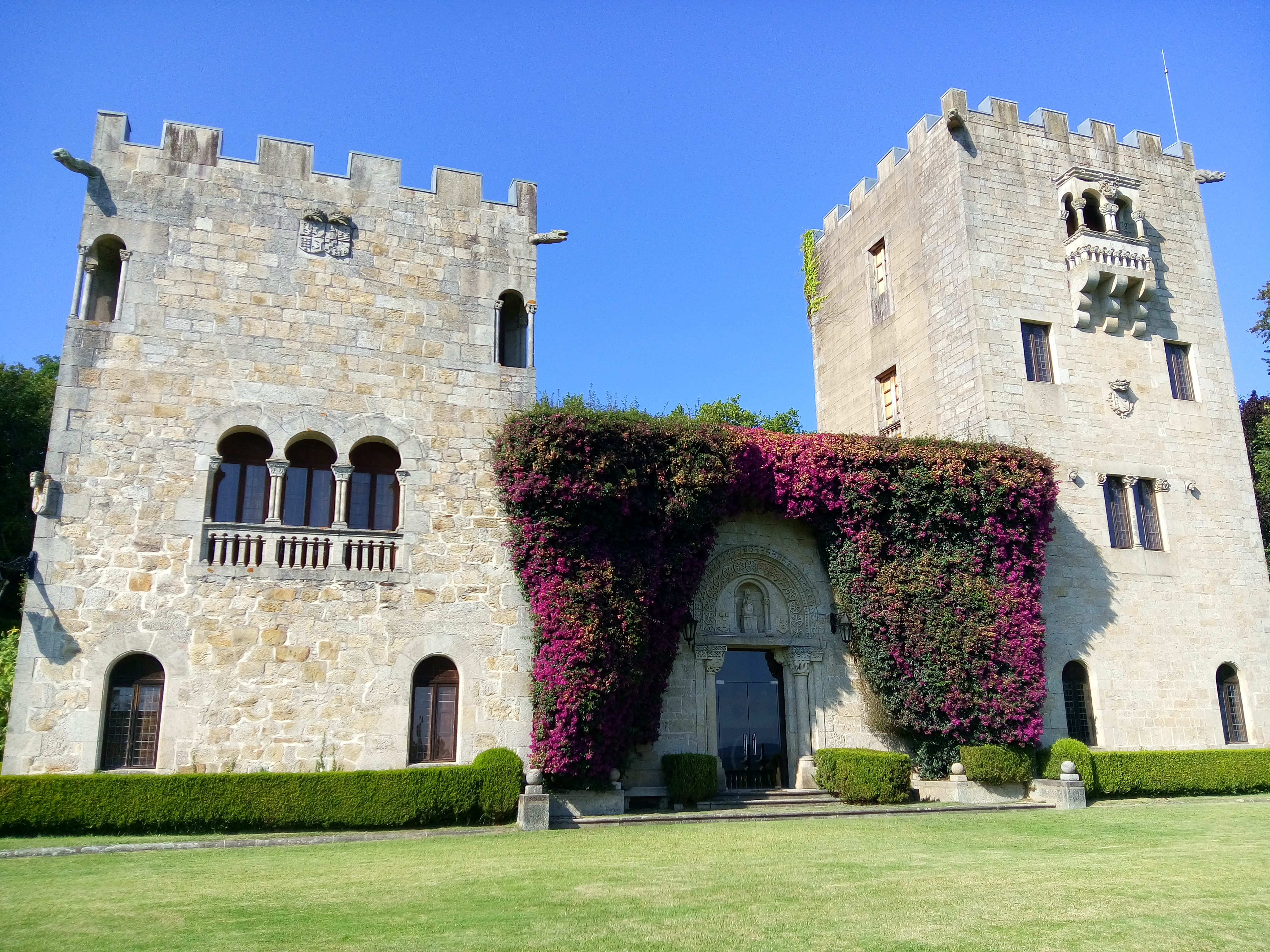
Pazo de Meirás en Sada.

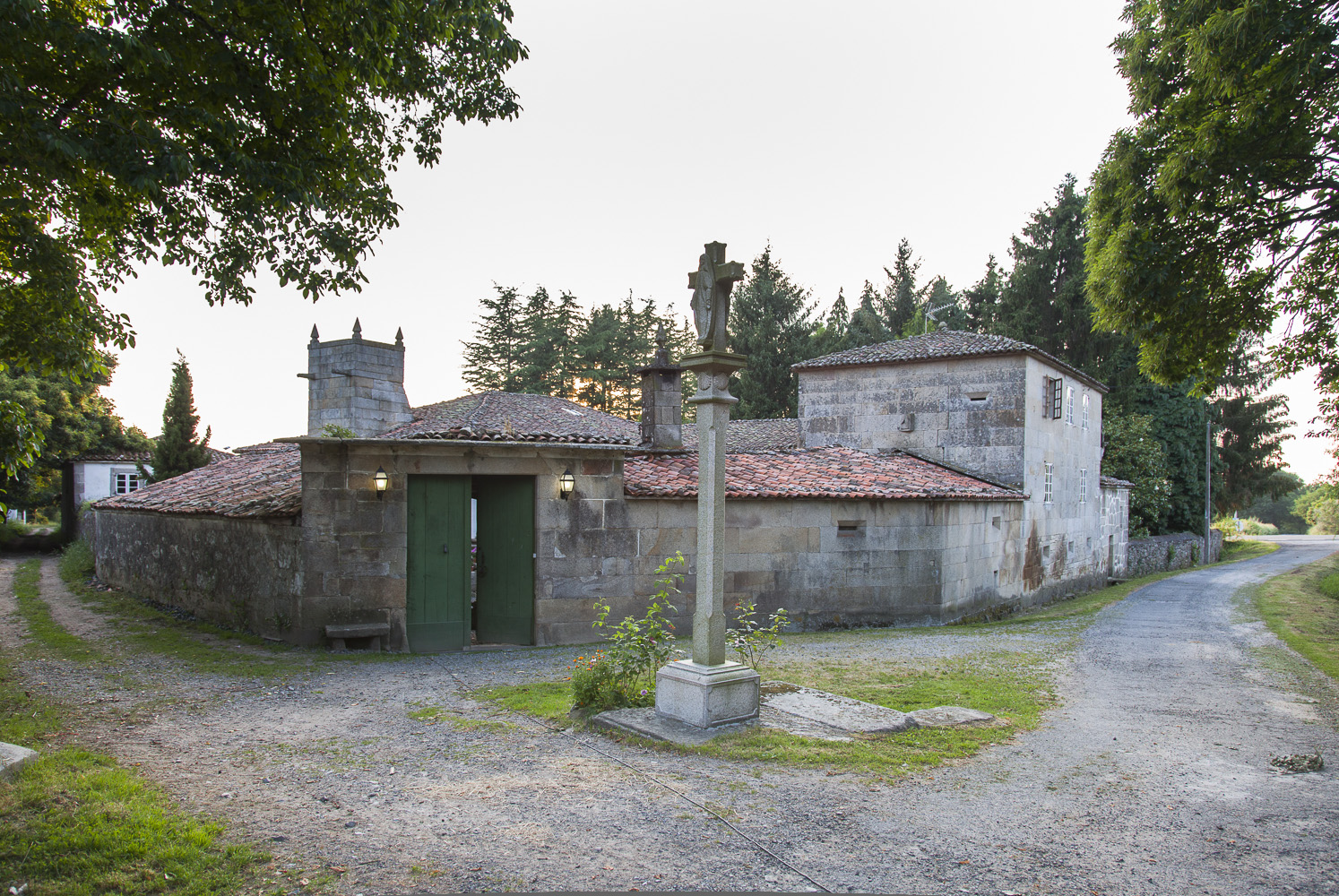
Pazo de Vilane, en Antas de Ulla, Lugo.

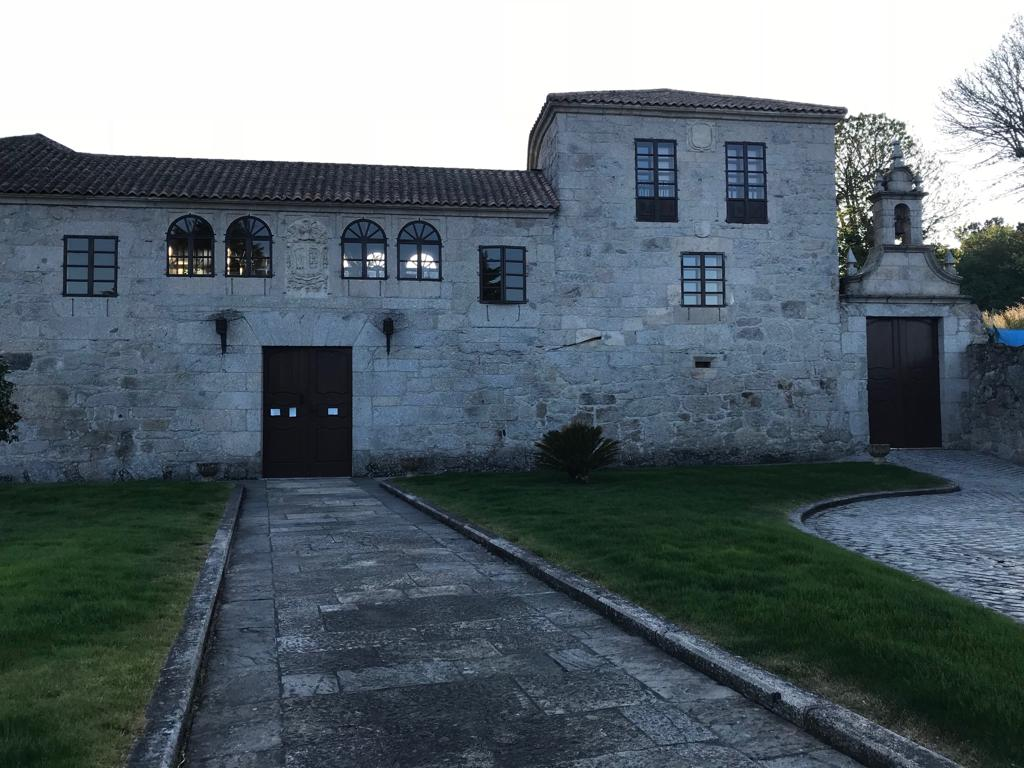
Pazo do Piñeiro, en Chantada, Lugo.

El pazo es una casa solariega tradicional gallega, de carácter señorial, normalmente ubicada en el campo, residencia de personas nobles o importantes de la comunidad.
El término pazo tiene probablemente un origen latino ("palatium"), si bien la denominación actual se asienta en los siglos XVIII y XIX. Las primeras edificaciones «pacegas» se configuran en torno al año 1500. Apenas se conservan construcciones anteriores a esta fecha pues las fábricas antiguas desaparecieron o fueron usadas y remodeladas en años posteriores.